# Sitapur
Sitapur är en stad i den indiska delstaten Uttar Pradesh, och är administrativ huvudort för distriktet Sitapur. Staden hade 177 234 invånare vid folkräkningen 2011, med förorter 188 115 invånare.